# Marcus Valerius Messalla Messallinus Corvinus
Marcus Valerius Messalla Messallinus Corvinus war ein römischer Senator während der Herrschaft von Augustus und Tiberius. 
Messallinus stammte aus der patrizischen Familie der Valerii Messallae. Messallinus war der Sohn von Marcus Valerius Messalla Corvinus, Konsul des Jahres 31 v. Chr., und gehörte einer Familie an, die ihr Prestige bis zu Publius Valerius Poplicola, einem der Gründer der römischen Republik, zurückführte. Sein jüngerer Bruder, Marcus Aurelius Cotta Maximus Messallinus, sowie sein Sohn, Marcus Valerius Messalla Messallinus, waren beide im Jahr 20 n. Chr. Konsuln. Augustus nutzte die Valerii Messallae geschickt, um die Kontinuität zwischen Republik und Prinzipat zu betonen, insbesondere durch die Ideologie der res publica restituta, die republikanische Werte unter kaiserlicher Führung propagierte.
Messallinus durchlief eine Laufbahn, die den traditionellen cursus honorum umfasste. Im Jahr 3 v. Chr. wurde er Konsul. Anschließend diente er als Legat in Illyrien (legatus Augusti pro praetore), wo er erfolgreich gegen die Pannonier kämpfte und hierfür mit den ornamenta triumphalia ausgezeichnet wurde. Bei Tiberius’ Triumph war Messallinus ebenfalls anwesend. Seine politische Aktivität zeigte sich auch in seinen Interventionen im Senat. Er unterstützte Maßnahmen zur Stärkung der kaiserlichen Macht, darunter den Vorschlag, den jährlichen Eid auf den Kaiser zu erneuern, sowie die Errichtung einer goldenen Statue im Tempel des Mars Ultor nach der Verurteilung von Gnaeus Calpurnius Piso im Jahr 20 n. Chr. Seine Rede im Prozess gegen Piso führte zum senatus consultum de Gnaeo Pisone patre. Diese Handlungen wurden von Zeitgenossen wie Tacitus als Ausdruck von adulatio principis (Kaiserschmeichelei) kritisiert, doch sie waren zugleich ein strategischer Akt, um seine Position im neuen politischen System zu sichern. Tacitus beschreibt ihn ferner als fähigen Redner (orator bonus), was seine rhetorischen Fähigkeiten unterstreicht. Messallinus war zudem Mitglied im Consilium principis, dem kaiserlichen Staatsrat.
Seine religiösen Aufgaben umfassten die Mitgliedschaft in der Arvalbruderschaft und als Quindecemvir sacris faciundis sowie seine Teilnahme an den Säkularspielen von 17 v. Chr.
Messallinus’ Einfluss spiegelt sich auch in der Literatur wider. Der Dichter Ovid widmete ihm mehrere Gedichte, darunter Tristia 4, 4 sowie Epistulae ex Ponto 1, 7 und 2, 2. 